# Henrik Pedersen (Radsportler)
Henrik Breiner Pedersen (* 3. Dezember 2004 in Sønder Felding) ist ein dänischer Radrennfahrer.

## Sportlicher Werdegang
Mit dem Radsport begann Pedersen im Alter von sieben Jahren, 2015 kam er zum Herning Cykle Klub, als Junior wurde er 2021 Mitglied im Nachwuchsteam NPV-Carl Ras Roskilde Junior. Erste zählbare Erfolge erzielte er in der Saison 2022 sowohl mit seinem Team als auch mit der Nationalmannschaft, unter anderem gewann er die Gesamtwertung der SPIE Internationale Junioren Driedaagse.
Mit dem Wechsel in die U23 wurde Pedersen 2023 Mitglied im dänischen UCI Continental Team ColoQuick. Zunächst konnte er sich nur bei Rennen des nationalen Kalenders in Szene setzen, wo er zweimal siegte und regelmäßig unter die Top 10 kam. Am Ende der Saison erzielte er den bisher größten Erfolg seiner Karriere, als er bei den Straßenradsport-Europameisterschaften den Titel im Straßenrennen der U23 errang. Seine erste Saison im Erwachsenenbereich schloss er auf Rang 540 der UCI-Weltrangliste ab.
Bereits vor seinem Titelgewinn stand fest, dass Pedersen zur Saison 2024 in das Uno-X DARE Development Team wechselt, um nach zwei Jahren im Nachwuchsteam in das Uno-X Pro Cycling Team aufzusteigen. 2024 erzielte er zahlreiche Top-10-Platzierungen, die beste Platzierung war ein Etappengewinn mit dem Nationalteam bei der Tour de l’Avenir. Nach seinen Leistungen wurde er früher als geplant zur Saison 2025 in das UCI ProTeam von Uno-X übernommen.

## Erfolge
2022
- Dänischer Meister (Junioren) – Straßenrennen
- eine Etappe und Punktewertung Tour du Pays de Vaud
- Gesamtwertung, eine Etappe und Bergwertung SPIE Internationale Junioren Driedaagse
- Omloop van Borsele Junior

2023
- Europameister (U23) – Straßenrennen

2024
- eine Etappe Tour de l’Avenir